# Marta Żmuda Trzebiatowska
Marta Anna Żmuda Trzebiatowska (ur. 26 lipca 1984 w Człuchowie) – polska aktorka teatralna, filmowa i telewizyjna.

## Rodzina i edukacja
Wychowała się w Przechlewie, gdzie ukończyła Szkołę Podstawową im. Janusza Korczaka. Następnie uczęszczała do Liceum Ogólnokształcącego im. Stefana Czarnieckiego w Człuchowie, do klasy o profilu matematyczno-fizycznym. Brała tam także udział w zajęciach kółka teatralnego w Miejskim Domu Kultury. Za namową matki, nauczycielki geografii, zaczęła uczestniczyć w konkursach recytatorskich. 
W 2007 została absolwentką Akademii Teatralnej im. Aleksandra Zelwerowicza w Warszawie.

## Kariera aktorska

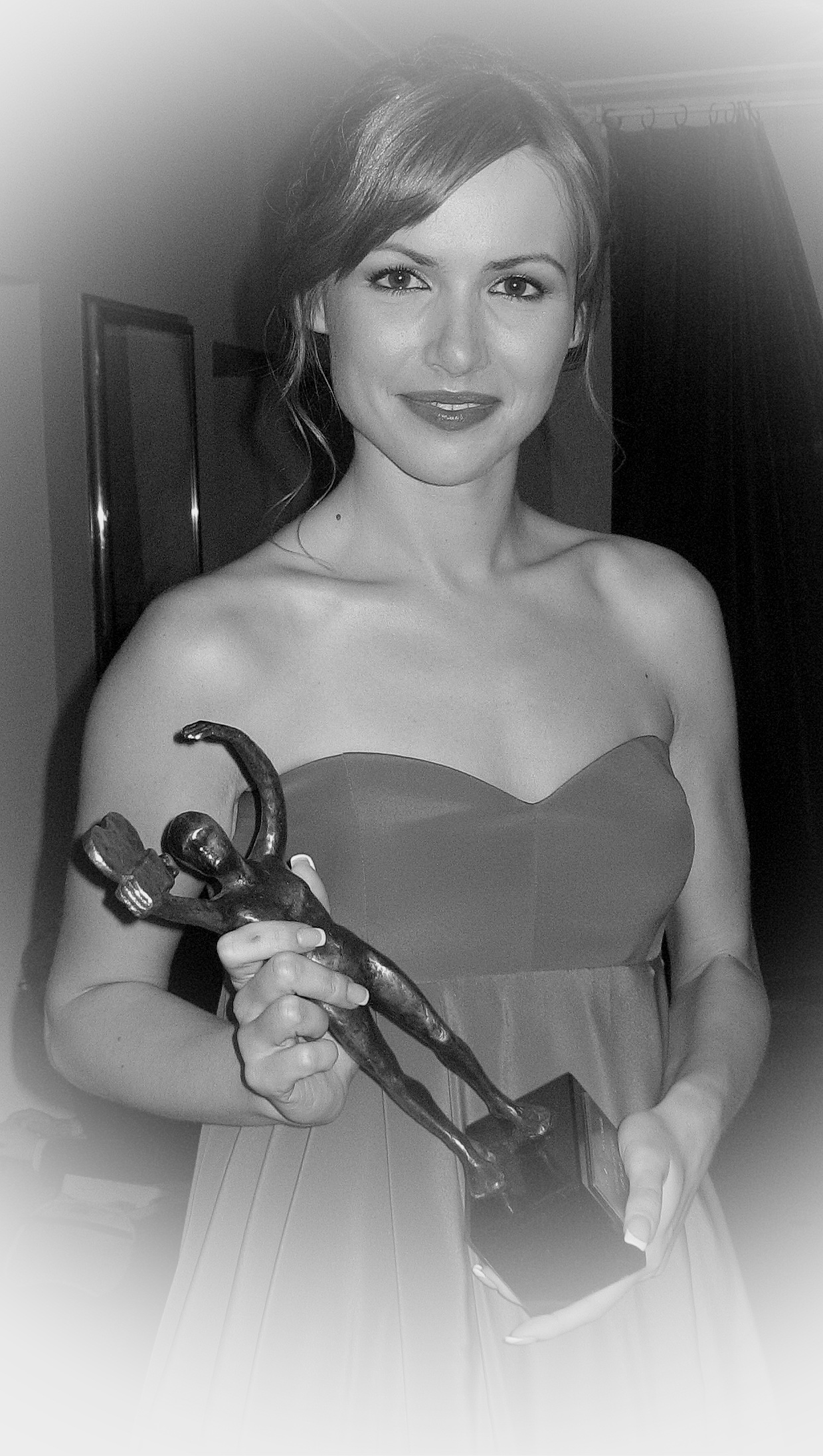
Żmuda Trzebiatowska z Telekamerą (2009)

W 2005 zadebiutowała jako aktorka rolą Belli w serialu Dom niespokojnej starości, który miał emisję dopiero w 2010. Następnie zagrała kolejne drugoplanowe role serialowe: Jagody Rajewskiej w Magdzie M. (2006), Izy Dorosz w Dwóch stronach medalu (2007) i Haliny Słomińskiej w Twarzą w twarz (2007).
Rozpoznawalność zyskała dzięki pierwszoplanowym rolom: Ani w filmie Nie kłam, kochanie (2008) i Marty Orkisz w serialu TVN Teraz albo nigdy! (2008–2009); za występ w serialu otrzymała Telekamerę w kategorii aktorka. Również w 2008 w parze z Adamem Królem została półfinalistką ósmej edycji programu rozrywkowego TVN Taniec z gwiazdami oraz wystąpiła w teledysku do piosenki „Thing We’ve Got” zespołu Afromental. W kolejnych latach pojawiła się jeszcze w teledyskach do utworów: „Wierność jest nudna” (2010) Natalii Kukulskiej, „Wizja dźwięku” (2011) Piotra Roguckiego i „Gente que si” (2011) Carlosa Libedinsky’ego.
W 2010 została aktorką Teatru Kwadrat w Warszawie. Zagrała Joannę Konieczną w serialu TVP1 Chichot losu (2010) i Monikę Miller w Julii (2011–2012) oraz wykreowała główne role filmowe: Basi w Ciachu (2010) i Pauliny w Och, Karol 2 (2011). Wystąpiła także jako Klara w Ślubach panieńskich (2010), Kasia w Grach małżeńskich (2011) i Kornelia w Wygranym (2011). Za rolę Elsy Krauze w Hans Kloss. Stawka większa niż śmierć (2012) otrzymała Węża dla najgorszej aktorki, została też nominowana do antynagrody za najgorszy duet na ekranie (z Tomaszem Kotem). Za występ w roli Czesławy Zmrażdżyckiej w filmie Wkręceni 2 otrzymała drugiego w karierze Węża, tym razem za najbardziej żenującą scenę, poza tym była nominowana do antynagrody dla najgorszej aktorki. Od 2018 gra Hannę Sikorkę w serialu Na dobre i na złe, a w 2019 wcieliła się w rolę Sylwii Kubus w serialu Blondynka.
Za rolę Jakubcowej w filmie Xawerego Żuławskiego Mowa ptaków (2019) otrzymała nominację do nagrody Orła za najlepszą drugoplanową rolę kobiecą.

## Życie prywatne
Była związana z tancerzem Adamem Królem. 26 września 2015 poślubiła aktora Kamila Kulę.

## Filmografia

### Filmy i seriale
| Rok        | Tytuł                                 | Rola                                        | Uwagi                      |
| ---------- | ------------------------------------- | ------------------------------------------- | -------------------------- |
| 2005       | Dom niespokojnej starości             | Bella                                       |                            |
| 2005       | Kryminalni                            | Jagoda Dobroń                               | odc. 28                    |
| 2005       | Na dobre i na złe                     | Dzidka Fryckiewicz, siostra Malwiny         | odc. 233                   |
| 2006–2007  | Dwie strony medalu                    | Iza Dorosz                                  |                            |
| 2006       | Fałszerze – powrót Sfory              | Basia, sekretarka Gozdawy                   | odc. 1, 9, 14              |
| 2006       | Magda M.                              | Jagoda Rajewska                             |                            |
| 2007       | Twarzą w twarz                        | Halina „Ola” Słomińska                      |                            |
| 2008       | Nie kłam, kochanie                    | Ania                                        |                            |
| 2008       | Serce na dłoni                        | Małgorzata                                  |                            |
| 2008–2009  | Teraz albo nigdy!                     | Marta Orkisz                                |                            |
| 2009       | Wszystko                              | Monika                                      |                            |
| 2010       | Ciacho                                | Basia                                       |                            |
| 2010       | Śluby panieńskie                      | Klara, siostrzenica Dobrójskiej             |                            |
| 2010       | Chichot losu                          | Joanna Konieczna                            |                            |
| 2011       | Gry małżeńskie                        | Kasia                                       |                            |
| 2011       | Wygrany                               | Kornelia                                    |                            |
| 2011       | Och, Karol 2                          | Paulina                                     |                            |
| 2011       | Hotel 52                              | Alicja                                      | odc. 36                    |
| 2011       | Komisarz Rozen                        | Ewa Rybaczyńska                             |                            |
| 2011–2012  | Julia                                 | Monika Miller, partnerka Jana               |                            |
| 2012       | Vocuus                                | psycholog                                   |                            |
| 2012       | Hans Kloss. Stawka większa niż śmierć | Elsa Krause                                 |                            |
| 2014       | Ojciec Mateusz                        | doktor Izabela Nejman                       | odc. 149                   |
| 2014; 2018 | O mnie się nie martw                  | dziennikarka Monika Kuczyńska               | odc. 9; seria IX           |
| 2015       | Przyjaciółki                          | Natalia, partnerka Pawła                    | odc. 51–54                 |
| 2015       | Wkręceni 2                            | Czesława Zmrażdżycka vel Dolores Madeiros   |                            |
| 2015       | Listy do M. 2                         | Monika, narzeczona „Reda”                   |                            |
| 2015       | Bangistan                             | Katherine Polanski                          |                            |
| 2015       | Gejsza                                | Dominika „Velvet”                           |                            |
| 2017       | Niania w wielkim mieście              | Matylda, blogerka „MamaTylda”, matka Stasia | odc. 12                    |
| 2018–2024  | Na dobre i na złe                     | doktor Hanna Sikorka                        |                            |
| 2019–2021  | Blondynka                             | weterynarz Sylwia Kubus                     | od VIII serii, tj. odc. 92 |
| 2019       | Mowa ptaków                           | Jakubcowa                                   |                            |
| 2019       | Wojenne dziewczyny                    | „Alosza”                                    |                            |
| 2021       | Piękni i bezrobotni                   | Tamara, właścicielka Grety                  | odc. 10                    |
| 2021       | Kuchnia                               | Helena „Szparaga” Sokołowska                |                            |
| 2022       | Bejbis                                | Ada                                         |                            |
| 2022       | Mój agent                             | ona sama                                    | odc. 4                     |
| 2023       | Grzechy sąsiadów                      | Judyta Hiszpańska                           |                            |
| 2025       | Kibic                                 | Justyna Wójcik                              |                            |

### Polski dubbing
| Rok  | Tytuł                                       | Rola          |
| ---- | ------------------------------------------- | ------------- |
| 2007 | Klub Winx – tajemnica zaginionego królestwa | Flora         |
| 2012 | Królewna Śnieżka                            | Śnieżka       |
| 2015 | Alicja – dziewczyna Wszechświat             | pani Angelina |
| 2019 | The Mandalorian                             | Omera         |
| 2020 | Cyberpunk 2077                              | Judy Alvarez  |

### Teledyski
| Rok  | Artysta           | Tytuł               |
| ---- | ----------------- | ------------------- |
| 2008 | Afromental        | Thing We’ve Got     |
| 2010 | Natalia Kukulska  | Wierność jest nudna |
| 2011 | Piotr Rogucki     | Wizja dźwięku       |
| 2011 | Carlos Libedinsky | Gente que si        |

## Teatr
| Rok  | Tytuł                       | Rola       |
| ---- | --------------------------- | ---------- |
| 2008 | Berek czyli upiór w moherze | Małgorzata |
| 2009 | Motyle są wolne             | Jill       |
| 2010 | Kiedy Harry poznał Sally    | Sally      |
| 2012 | Ślub doskonały              | Judy       |
| 2014 | Przez park na bosaka        | Corie      |
| 2014 | Ciotka Karola 3.0           | Amy        |
| 2016 | Kłamstewka                  | Jane       |
| 2016 | Czego nie widać             | Belinda    |
| 2019 | Wrócę przed północą         | Laura      |

## Nagrody i nominacje
| Rok  | Nagroda                       | Kategoria                                                    | Film                                                          | Rezultat   |
| ---- | ----------------------------- | ------------------------------------------------------------ | ------------------------------------------------------------- | ---------- |
| 2008 | Viva! Najpiękniejsi           | Tytuł „Najpiękniejszej Polki”                                | –                                                             | Wygrana    |
| 2008 | Elle Style Awards             | Aktorka                                                      | –                                                             | Wygrana    |
| 2008 | Róże Gali                     | Piękne debiuty                                               | –                                                             | Wygrana    |
| 2009 | Telekamery                    | Aktorka                                                      | –                                                             | Wygrana    |
| 2010 | Róże Gali                     | Film                                                         | –                                                             | Nominacja  |
| 2010 | Złota Kaczka                  | Aktorka                                                      | Ciacho (2010)                                                 | Nominacja  |
| 2011 | Złota Kaczka                  | Aktorka                                                      | Śluby panieńskie (2010), Och, Karol 2 (2010) i Wygrany (2011) | Nominacja  |
| 2012 | Złota Kaczka                  | Aktorka                                                      | Hans Kloss. Stawka większa niż śmierć (2012)                  | Nominacja  |
| 2013 | 2. ceremonia wręczenia Węży   | Najgorszy duet na ekranie (razem z Tomaszem Kotem)           | Hans Kloss. Stawka większa niż śmierć (2012)                  | Nominacja  |
| 2013 | 2. ceremonia wręczenia Węży   | Najgorsza aktorka                                            | Hans Kloss. Stawka większa niż śmierć (2012)                  | Wygrana    |
| 2015 | Nagroda „Arete”               | Debiut aktorski w Teatrze Polskiego Radia                    | –                                                             | Wygrana    |
| 2016 | 5. ceremonia wręczenia Węży   | Najgorsza aktorka                                            | Wkręceni 2 (2015)                                             | Nominacja  |
| 2016 | 5. ceremonia wręczenia Węży   | Najbardziej żenująca scena                                   | Wkręceni 2 (2015)                                             | Wygrana    |
| 2017 | 6. ceremonia wręczenia Węży   | Najgorsza rola żeńska                                        | Gejsza (2015)                                                 | Nominacja  |
| 2017 | 6. ceremonia wręczenia Węży   | Najgorszy duet na ekranie (Marta Żmuda Trzebiatowska i rura) | Gejsza (2015)                                                 | Nominacja  |
| 2020 | Telekamery                    | Aktorka                                                      | –                                                             | 2. miejsce |
| 2020 | 22. ceremonia wręczenia Orłów | Najlepsza drugoplanowa rola kobieca                          | Mowa ptaków (2019)                                            | Nominacja  |